# Símptoma (psicoanàlisi)
El símptoma per a la psicoanàlisi és una de les formacions de l'inconscient, i la seua característica principal és ser una formació transaccional o de compromís entre forces oposades en conflicte.
És un acte nociu o inútil que el subjecte realitza contra la seua voluntat, i experimenta un patiment que pot esgotar-li l'energia psíquica, i arribar fins i tot a incapacitar-lo per realitzar altres activitats. En psicoanàlisi, tots els símptomes tenen un sentit inconscient i són resultats possibles d'un procés repressiu.

## Definició
En la definició clàssica de Freud els símptomes són actes nocius o inútils que el pacient realitza contra la seva voluntat, experimentant disgust, patiment i a voltes fins i tot dolor, que li esgoten l'energia psíquica i a vegades l'incapaciten per fer altres activitats. Tots els símptomes psicoanalítics tenen un sentit inconscient, encara que el subjecte ho ignore.
No és igual el símptoma per a la psicoanàlisi que per a la psiquiatria. Per exemple, els signes d'esquizofrènia no compleixen els requisits per ser anomenats símptomes des del punt de vista psicoanalític, però sí per a la psiquiatria. La discrepància principal, però, no és clínica, sinó conceptual. Mentre que per a la psiquiatria els símptomes són indicadors subjectius que apunten cap als signes objectius d'una malaltia, per a la psicoanàlisi el símptoma és l'expressió subjectiva d'un conflicte inconscient, és la formació que possibilita l'expressió del que s'ha reprimit i retorna, tornada que succeeix per a la realització del fantasma inconscient. El símptoma vol donar compliment a un desig inconscient, però constitueix alhora una formació de compromís perquè siga possible, ja que la repressió torna a actuar sobre el que retorna.

## Història

### Primera teoria del símptoma
La primera teoria psicoanalítica del símptoma apareix el 1895 quan Josef Breuer i Sigmund Freud estaven descobrint l'inconscient. En aquest moment comprovaren que quan les pacients amb histèria arribaven a comprendre el sentit del símptoma i el seu significat els accedia a la consciència, el símptoma desapareixia. Aquest fou el primer mètode terapèutic ideat per Freud: fer conscient l'inconscient.
Llavors Breuer i Freud pensaven que la gènesi dels símptomes histèrics que estaven tractant era un procés psíquic carregat amb un intens afecte al qual se li havia impedit l'accés a la consciència i, per tant, l'abreacció; per això l'afecte escanyat havia optat per una via alternativa i en comptes d'arribar a la consciència havia trobat l'eixida en una inervació corporal, és a dir, en una conversió.
Les oportunitats en què s'havien engendrat aquestes representacions patògenes les anomenaren traumes psíquics. Era l'època de la teoria de la seducció.
Freud pensava que quan una nova escena activava el record d'aquestes primeres escenes de seducció, el símptoma apareixia com a substitut d'aquest record: en lloc de recordar es produïa un símptoma histèric. Per açò empraven el mètode catàrtic i l'abreacció com a teràpia per a llevar-ne els símptomes. Encara desconeixien l'etiologia sexual dels símptomes, el concepte de repressió i el de transferència.

### Segona teoria del símptoma
Quan Freud descobreix la repressió, planteja la seua segona teoria del símptoma. Hi sosté que l'inconscient reprimit es pot procurar una descàrrega fent marrades perquè conceptualitza la tornada d'allò reprimit. Aleshores el símptoma passa a ser el resultat d'una formació de compromís entre el desig i la defensa. La repressió es produeix perquè la satisfacció d'aquesta pulsió provocaria un disgust molt fort al jo. El símptoma és una satisfacció substitutiva del desig reprimit, però desfigurat i desviat de la seua meta per la resistència del jo. El símptoma és un substitut d'una satisfacció pulsional interceptada, resultat d'un procés repressiu.
Per açò, per a la psicoanàlisi, a diferència de la psiquiatria, les actuacions, addiccions, deliris, al·lucinacions, el fetitxisme, voyeurisme, sadisme i masoquisme no són símptomes si no compleixen els requisits de ser formacions transaccionals entre un desig i una defensa. L'angoixa o la inhibició tampoc són símptomes per a la psicoanàlisi, ni el fenomen psicosomàtic.
La impotència sexual, la frigidesa o l'ejaculació precoç no són símptomes, sinó inhibicions de funcions sexuals. En aquestes el jo renuncia a funcions que li competeixen per no haver de reprimir-se. La inhibició, a diferència del símptoma, succeeix dins del jo.
L'angoixa, per contra, funciona com un senyal d'alerta, que avisa al subjecte d'un perill imminent, i per això tampoc és un símptoma des del punt de vista psicoanalític.

### Teoria del símptoma en Lacan
Aquesta satisfacció substitutiva a què es refereix Freud el subjecte no la sent com a plaent sinó com dolorosa, i això és el que més tard Lacan conceptualitzà com a gaudi.
Per a Jacques Lacan el símptoma només és la seua formulació, la seua posada en paraules, un símptoma parlat pel pacient. El símptoma és allò que el pacient narra del seu símptoma a l'analista, que l'escolta i ho interpreta. Per a la psicoanàlisi el símptoma no és l'afecte o la vivència, sinó un fet del discurs perquè coneixem només el text que el pacient relata en la sessió.
El símptoma és una de les formacions de l'inconscient.
Per a Lacan el símptoma és el significant d'un significat reprimit de la consciència: allò reprimit és el significat, i el símptoma és el seu significant. El símptoma, com a formació de l'inconscient s'ha de situar en relació amb el discurs de l'amo perquè el símptoma inclou el discurs de l'altre en el secret del seu desxiframent: l'inconscient és el discurs de l'altre.
És propi de la psicoanàlisi operar sobre el símptoma amb la paraula, ja siga la paraula del pacient en el seu relat, o la de l'analista en la seua interpretació. El símptoma analític és un símptoma que parla i es torna parlant a partir del moment en què es desplega en l'anàlisi. L'analista alça símptomes amb la seua paraula i això prova que el símptoma rau en l'estructura mateixa del llenguatge.
Per a Lacan els símptomes són efectes del llenguatge; no hi ha una essència de la malaltia, els fenòmens psicopatològics són efectes que l'estructura del significant produeix en el pacient.
Però no són sols llenguatge, el símptoma és una manera que troba el subjecte de gaudir, un gaudi que no és plaenter, sinó una satisfacció paradoxal que implica les pulsions parcials i implica al mateix temps patiment.